# Robert Chapman
Robert Chapman é filósofo, professor e escritor, mais conhecido por sua atuação nos estudos da neurodiversidade e na filosofia da deficiência.

## Infância e formação
Durante a infância, Chapman viveu em moradias populares Londres e, mais tarde, em outras localidades na Inglaterra. Em entrevista, afirmou que teve problemas de aprendizagem e abandonou a escola aos 15 anos de idade. Depois de morar na casa de amigos, Robert ficou sem teto. Na época, com a rigorosidade do inverno, procurou ajuda para ser adotado e recebeu uma família adotiva. Durante a década de 2000, cursou Filosofia na Universidade de Southampton. Em 2012, após descobrir o próprio autismo, concluiu o mestrado e iniciou o doutorado na Universidade de Essex com foco na neurodiversidade enquanto teoria, desenvolvendo um conceito de florescimento autista. Sua tese foi defendida em 2018.

## Carreira
Chapman atuou como professor sênior de educação na Universidade Sheffield Hallam, em um cargo temporário exercido até meados de 2022. A partir de 2023, se tornou professor assistente na Universidade de Durham, no campo dos estudos críticos da neurodiversidade. Fora a atividade acadêmica, Chapman também escreveu artigos para a Psychology Today.
Em 2023, publicou o livro Empire of Normality: Neurodiversity and Capitalism, cujo foco esteve no desenvolvimento de uma perspectiva marxista sobre a neurodiversidade.

## Posicionamentos

### Neurodiversidade
Chapman definiu o movimento da neurodiversidade como um movimento de justiça social que visa a mudança de como a deficiência mental e as condições do neurodesenvolvimento são observadas com o objetivo de serem percebidas em uma abordagem sócio-ecológica da deficiência. Robert fez menções frequentes a autores como Nick Walker e Judy Singer e suas propostas de conceituação da neurodiversidade. Argumentou que, historicamente, a neurodiversidade enquanto movimento teve uma abordagem política baseada em identidade que, na sua perspectiva, se trata de uma visão liberal e, por isso, decidiu propor uma abordagem mais radical da neurodiversidade.
Também defendeu que a interpretação correta do conceito de neurodiversidade contribui para um maior desenvolvimento de sua parte teórica e prática, e que suas múltiplas definições estão evoluindo ao longo do tempo. Robert também discutiu a relação da neurodiversidade com modelos explicativos da deficiência, como o modelo social da deficiência e o modelo de valor neutro, proposto pela filósofa Elizabeth Barnes.
Gerald Roche argumentou que a definição de marxismo neurodivergente de Chapman é "uma abordagem interseccional para analisar como o capitalismo produz e mantém múltiplas formas de opressão, para garantir que novos locais de extração possam ser constantemente identificados e explorados na busca incessante de acumulação de capital". Awais Aftab disse que a obra de Chapman "teve um impacto substancial no meu próprio pensamento, e os seus escritos forçaram-me consistentemente, e a muitos outros, a repensar pressupostos de longa data relacionados com a patologia e os cuidados médicos". Julie Dind afirmou, em uma crítica do livro Neurodiversity Studies: A New Critical Paradigm, que incluiu textos de Chapman, que um de seus ensaios desafia com êxito a perspectiva trágica sobre o autismo promovida pela medicina. Tiago Abreu argumentou que o trabalho de Robert consegue fazer um estado da arte e contextualização histórica eficiente sobre a neurodiversidade.

### Psiquiatria
Em vários artigos e especialmente no livro Empire of Normality: Neurodiversity and Capitalism, Chapman promoveu críticas a como psiquiatras e o campo da psiquiatria lida com a temática da saúde mental e deficiência. Em 2022, disse que "Muito da psiquiatria crítica hoje enfatiza como as pessoas com diagnósticos de saúde mental não são ‘realmente’ deficientes porque a saúde mental seria uma questão política e não médica. Para mim, porém, todas as questões relativas à saúde e deficiência são questões políticas; então, isso é um falso binarismo".
Robert também promoveu críticas à antipsiquiatria, especialmente ao trabalho de Thomas Szasz. John Cromby, para a Mad in the UK, fez críticas a abordagem de Chapman no livro Empire of Normality, argumentando que a obra "deturpa a antipsiquiatria" em termos de contexto histórico e uso do termo, e argumentou que "tende para o idealismo".

## Obras
- Empire of Normality: Neurodiversity and Capitalism (2023, Pluto Press)